# 안동교구 가톨릭농민회 사건
안동교구 가톨릭농민회 사건은 1978년 대한민국 경상북도 영양군 청기면에서 감자 농민들이 농협과 영양군에서 알선받아 구매한 감자(시마바라 품종)가 불량이어서 농사를 망친 사건에서 시작된 일련의 사건이다. 가톨릭 농민회 회장 오원춘은 자신이 정부기관에 의해 울릉도로 납치 되었다고 양심선언하였다. 그는 재판중 구속되어있던 교도소에서 한 양심선언을 통해 울릉도에는 여자친구와 놀러 간 것이라며 기존 양심선언 내용을 뒤집었다. 오원춘은 박정희 정권이 종식된 이후, 자신은 행방불명된 기간 동안 고문을 받고 울릉도로 납치되었고 긴급조치 재판중에도 고문을 받았다며 원래의 양심선언이 맞다고 밝혔고 민주화운동관련자로 인정되었다.

## 진행
피해 농민들은 천주교 안동교구 가톨릭 농민회 임원 오원춘(吳元春)을 중심으로 하여 보상을 요구하였다. 농민들은 나중에 보상을 받게 되었지만 오원춘은 갑자기 행방불명되었다. 이후 오원춘은 정부에 의해 자신이 납치되었다는 성명을 냈고, 천주교정의구현사제단도 성명을 냈다. 경찰은 안동교구와 오원춘이 허위사실을 유포한다고 주장하였으며 오원춘은 긴급조치 위반죄로 구속되었다. 또한 천주교 안동교구청 사무국장 정호경 신부 등 세 명이 허위 사실 유포 등의 혐의로 구속됐다.
오원춘은 대구교도소에서 자신의 납치극은 조작한 것이라고 양심선언했다. 그의 양심선언 발표에는 오씨가 15일간 기거했던 울릉도의 식당 주인과, 함께 있었다는 모다방 종업원 이 모양 등 증인들과 국내외 언론과 학계, 종교계, 여성계 등 인사 50여명이 지켜보는 가운데 이뤄졌다. 그는 자신이 납치되었다는 내용의 양심선언을 성당 신부가 쓰라고 해서 썼다고 주장했으며 진실을 밝혀 후련하다고 밝혔다. 상처에 대해서는 고문때문에 생긴 것이 아니라 울릉도로 가는 뱃길에 풍랑이 심해 부딪히면서 난 것이라고 해명했다.
가톨릭 안동교구측은 자체 조사 결과를 통해 오원춘에 대한 납치와 고문이 실제 있었으며 정부가 조작했다는 보고서를 냈다. 부마민주항쟁이 일어나기 직전인 10월 15일에 오원춘이 항소를 포기해 형이 확정됐다. 그러나 다음날 부마민중항쟁이 일어나고 10·26 사건으로 박정희가 사망하면서 긴급조치가 해제되어 출소하였다.
그 후 오원춘은 박정희 사후 출소하였고 이후에도 농민 운동을 했다. 오원춘은 이후 2002년에는 경북도의원에 출마하기도 했다.

오원춘은 2005년 민주화운동 관련자로 인정됐다.

## 같이 보기
- 오원춘
- 르네 뒤퐁
- 서경원